# شربت آبلیمو

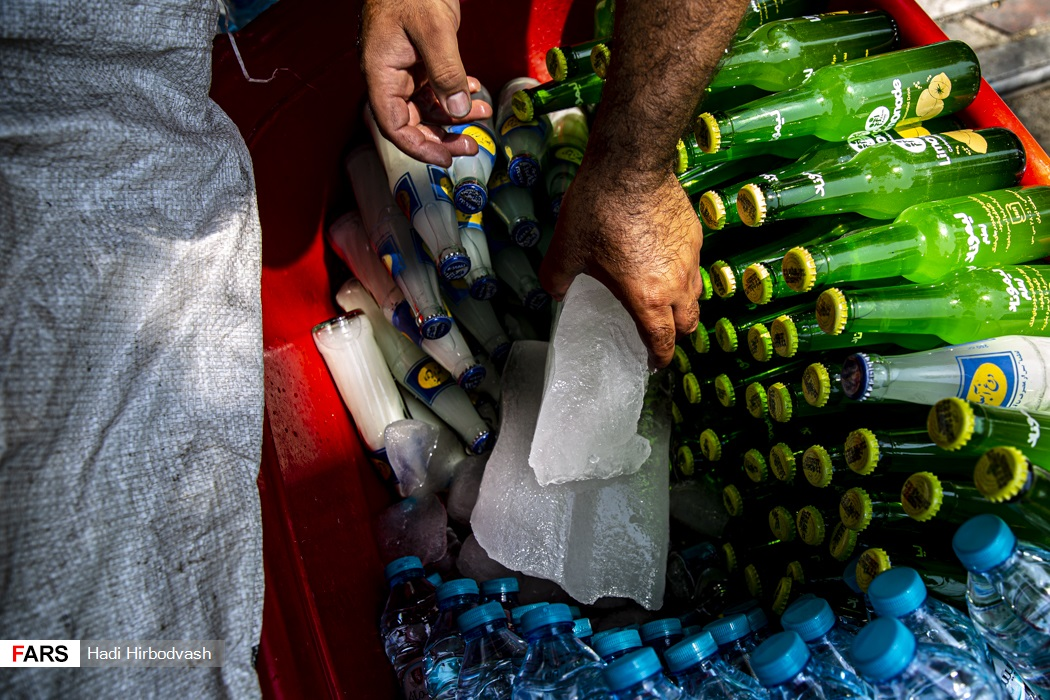

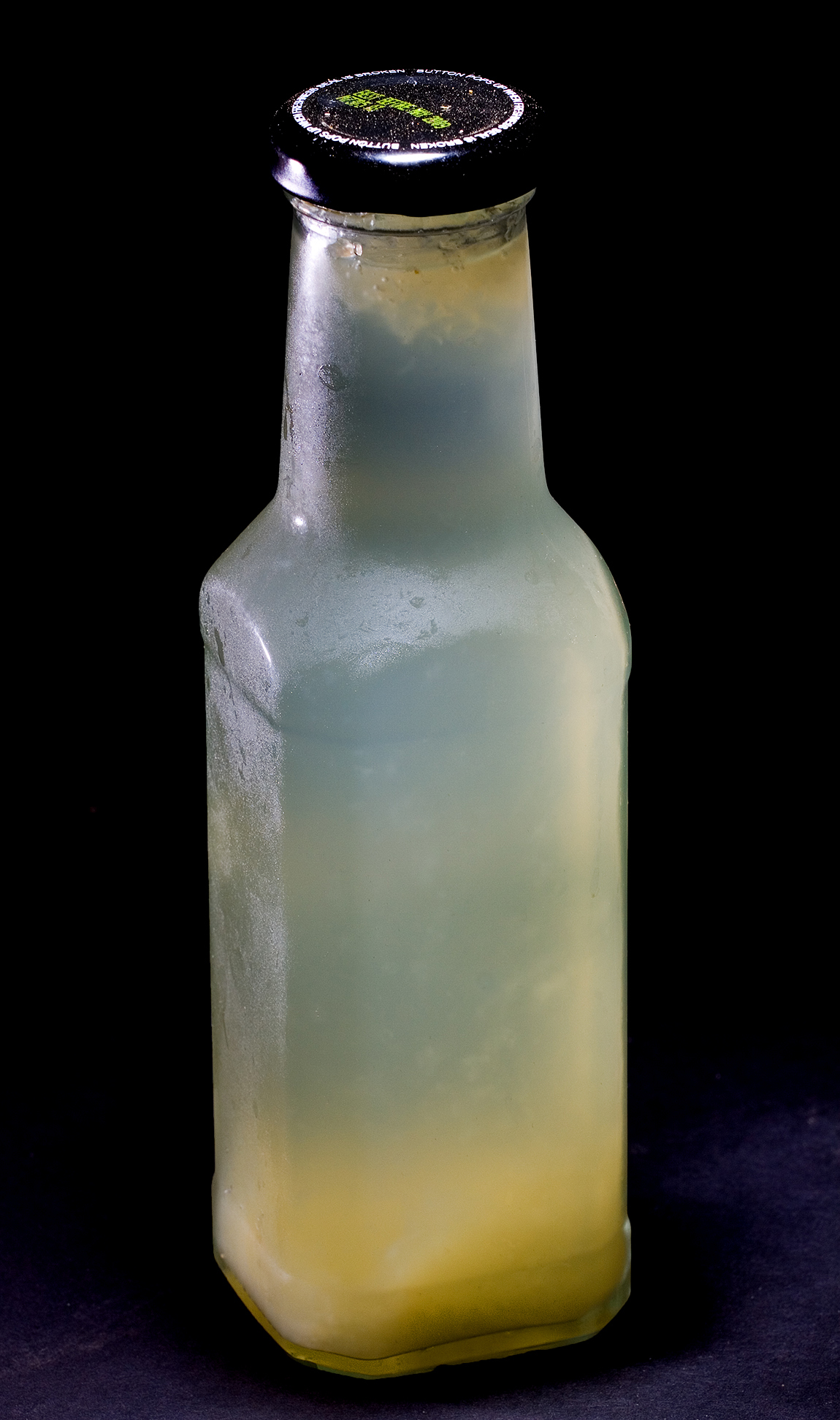
مخلوطی از آب‌لیمو شکر و آب

شربت آبلیمو یا لیموناد (به انگلیسی: Lemonade) یک نوشیدنی با طعم لیمو است که به طور معمول از لیمو، آب و شکر ساخته می‌شود. افرادی که از مصرف شکر منع شده اند یا دارای رژیم بدون شکر می باشند، شربت آبلیمو را بدون شکر و با عسل طبیعی تهیه می کنند. این شربت خواص درمانی نیز دارد و برای از بین بردن عفونت سرماخوردگی و بهبود علایم آن استفاده می شود.
اصطلاح ابری (در بریتانیا)، ایالات متحده، کانادا، و هند اشاره به مخلوطی از آب لیمو، شکر، آب و uncarbonated، دارد اگر چه نسخه‌های بسیار متفاوت حاوی طعم‌دهنده‌های مصنوعی به جای آب لیمو طبیعی در کشورهای مختلف مورد استفاده قرار می‌گیرد. اما در هند، با استفاده از لیمو تازه، شکر دانه‌ریز، نمک، فلفل (و ادویه جات ترشی جات دیگر با توجه به سلیقه شخصی) مورد استفاده قرار می‌گیرد.

## خواص
آبلیمو سرشار از ویتامین C و پتاسیم است و از بیماری اسکوربوت جلوگیری می‌کند.
قندها، پلی ساکارید، اسیدهای عالی، چربی، کاراتنوئیدها، ویتامین‌های A , B 1، B 2، B3، مواد معدنی، فلانوئیدها و لیمونوئیدها و اسانس از ترکیبات موجود در آب لیموست.
مهم‌ترین اسیدهای عالی لیموترش اسیدسیتریک است که ۱۰ درصد آب لیمو را تشکیل می‌دهد و همچنین ۲ درصد سیترات کلسیم و پتاسیم در آب لیمو وجود دارد.
لیموترش از خونریزی جلوگیری می‌کند، موجب افزایش مقاومت بدن می‌شود، از عفونت‌ها جلوگیری می‌کند و آنتی اکسیدان قوی دارد. همچنین برای قرقره کردن گلو مناسب است.